# Shelby megye (Tennessee)
Shelby megye az Amerikai Egyesült Államokban, azon belül Tennessee államban található. Megyeszékhelye és legnagyobb városa Memphis. Lakosainak száma 929 744 fő (2020. április 1.). Shelby megye Tipton, DeSoto, Fayette, Marshall, Crittenden és Mississippi megyékkel határos.

## Népesség
A megye népességének változása:
| Lakosok száma | 928 808 | 933 902 | 939 877 | 939 465 | 938 069 | 929 744 |
|               | 2010    | 2011    | 2012    | 2013    | 2015    | 2020    |